# Вудхаус, Пелам Гренвилл
Сэр Пе́лам Гре́нвилл (Пи Джи) Ву́дхаус (Ву́дхауз; англ. Pelham Grenville "P. G." Wodehouse; 15 октября 1881 — 14 февраля 1975) — английский писатель, драматург, комедиограф. Рыцарь-командор ордена Британской империи (KBE).
Произведения Вудхауза, прежде всего, в юмористическом жанре, начиная с 1915 года пользовались неизменным успехом; высокие оценки его творчеству давали многие известные авторы, в том числе Редьярд Киплинг и Джордж Оруэлл. Наиболее известен цикл романов Вудхауза о молодом британском аристократе Берти Вустере и его находчивом камердинере Дживсе; во многом способствовал этой популярности британский телесериал «Дживс и Вустер» (1990—1993), где в главных ролях снялись Стивен Фрай и Хью Лори.
Вудхаус — автор 15 пьес и около 30 музыкальных комедий. Он работал с Коулом Портером над мюзиклом Anything Goes (1934), с Рудольфом Фримлем — над мюзиклом The Three Musketeers (1928), регулярно сотрудничал с Джеромом Керном и Гаем Болтоном. Вудхаус — автор текстов популярных песен, в частности, тех, что вошли в мюзикл Гершвина-Ромберга Rosalie (1928).

## Биография

### Ранние годы
Родился в Гилфорде (графство Суррей, Англия) в семье Генри Эрнста Вудхауза (1845—1929), английского судьи, работавшего в Гонконге, и Элинор Вудхауз (в девичестве Диэн). По отцовской линии семья принадлежала древнему норфолкскому роду (восходившему к рыцарю XI века, а к трону приблизившемуся в XVI веке, когда один из Вудхаузов породнился с Анной Болейн и был приближён к Елизавете I). Мать была дочерью викария Джона Бетхерста Диэна, чьи предки в XI веке служили Эдуарду Исповеднику и имели в числе родственников кардинала Ньюмена. Мальчика крестили в церкви святого Николая в Гилфорде и назвали в честь его крёстного отца Пелама вон Донопа.
В 1886 году Вудхаус поступил в школу Dame School (Кройдон, Суррей), три года спустя был переведён в Elizabeth College (Гернси), а в 1891 году отправился в подготовительную школу Malvern House в графстве Кент. Все эти годы родителей он почти не видел, зато много общался с братом, от которого перенял любовь к искусству, и тётушками, ужас перед которыми впоследствии реализовал в образах тети Агаты, тети Далии, а также леди Констанции Кибл. Вудхауз утверждал, что с детства решил стать писателем. Его самое первое стихотворение, созданное в пятилетнем возрасте, было в 1907 году без исправлений, с ошибками, напечатано в журнале Captain. Первой публикацией в этом журнале, за которую Вудхаузу заплатили гонорар, была статья «Some Aspects of Game Captaincy»: её он написал ещё в школе и даже получил за неё приз в полгинеи в феврале 1900 года.
В 1894 году Вудхаус поступил в колледж Далидж (англ. Dulwich College), библиотека которого впоследствии была названа его именем, и здесь добился успехов на многих поприщах: стал главным редактором колледжского журнала «The Alleynian», вошёл в первые сборные по регби и крикету (1899, 1900), стал чемпионом по прыжкам в высоту (1900). Вудхауз был также превосходным боксёром, но вынужден был прекратить занятия из-за проблем со зрением. В Далвич-колледже Плам (как прозвали его друзья) регулярно участвовал в традиционных концертах по окончании семестра и играл на театральной сцене (в частности, в пьесах Аристофана). Основные интересы Вудхауса-студента концентрировались на литературе: изучая творчество классиков, он и сформировал свой уникальный стиль. Много лет спустя в автобиографии, говоря об авторах, оказавших на него влияние, Вудхаус отмечал и современников, в частности У. У. Джекобса.

### Начало карьеры
По окончании колледжа Вудхаус должен был отправиться в Оксфорд, но из-за финансовых трудностей, которые испытывала семья, сделать этого не смог. Сняв комнаты на Маркэм-сквер в Челси, он поступил на работу в Банк Гонконга и Шанхая (известный также как HSBC), вечерние часы посвящая сочинению рассказов, стихотворений и статей для журналов. Работа в банке предоставила Вудхаусу материал для одного из первых «взрослых» романов, «Psmith in the City» (1910), который во многих отношениях может считаться автобиографическим.
В 1900 году Вудхаус начал профессиональную журналистскую деятельность, получив колонку в журнале The Globe. В июле 1901 года в Public School Magazine появился его первый рассказ «The Prize Poem», а год спустя он оставил работу в банке. Также в 1902 году вышел первый роман Вудхауза «The Pothunters»: первая часть была напечатана с продолжениями в журнале The Public School Magazine, который вынужден был затем прервать публикацию и всю вторую часть пересказать в форме письма одного из героев своему брату. В 1902—1909 годах вышли шесть школьных романов Вудхауза (пять из них до публикации печатались в журналах с продолжением) начиная с «The Pothunters» и кончая «Mike», в котором «суммировались» два литературных сериала о Майке Джексоне (во втором из них читатель впервые встречается с Псмитом). В 1908 году Вудхауз написал для журнала Chums школьный роман «Камень удачи» (англ. The Luck Stone) под псевдонимом Бэзил Уинндхэм (англ. Basil Wyndham). При том, что в этот период вышло около тридцати школьных рассказов Вудхауза, сборник был только один, «The Tales of St Austin’s», остальные лишь в 1997 году были собраны в коллекцию под названием «Tales of Wrykyn».
В 1903 году Вудхаус переехал в Эмсуорт, где поселился в Трипвуд-колледже на Рекорд-роуд. Его часто видели в школе Emsworth Hall, где он играл со школьниками в крикет и принимал активное участие в создании школьных спектаклей. Любовь к крикету Вудхаус пронес через всю жизнь и не раз привозил в Далич-колледж собственную команду. Несколько раз он играл в Lord’s (за сборную Писателей — против сборной Актёров), причем однажды — бок о бок с сэром Артуром Конан Дойлем. Последний несколько раз с той же целью приглашал его к себе домой в Уиндлшем.
В 1904 году Вудхауз написал текст для песни «Put Me In My Little Cell», которая вошла в мюзикл «Sergeant Brue», прошедший на Стрэнде и Prince of Wales Theatres. Двумя годами позже он внес значительный вклад в создание «The Beauty of Bath» (театры Олдвича и Хикса), в сотрудничестве с Джеромом Керном. В том же 1904 году Вудхауз, движимый страстным интересом к американскому боксу, впервые прибыл в Америку, где смог пообщаться с Кидом МакКоем в его тренировочном лагере в Уайт Плейнс. Эти впечатления легли в основу серии боксерских рассказов о Киде Брэди (позже этот персонаж появился и в «Psmith Journalist», романе, написанном в 1909 году, но опубликованном лишь 6 лет спустя).

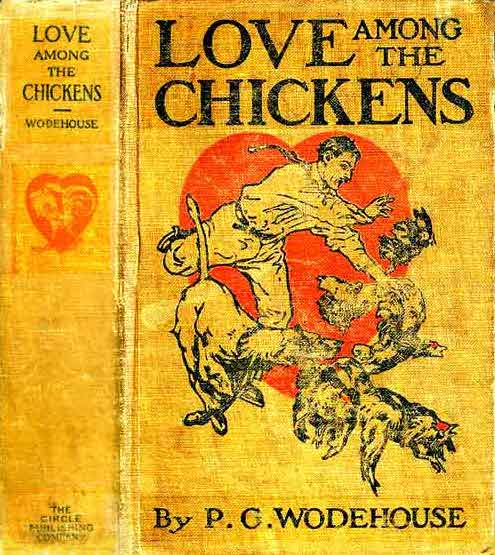

В 1906—1909 годах появились и четыре книги, к школьному циклу не имеющих отношения, в частности, роман «Любовь среди кур» (англ. Love Among The Chickens, 1906), в котором впервые появляется Укридж. В «Not George Washington» заметны автобиографические мотивы (связанные с ранними попытками Вудхауза зарабатывать себе на жизнь литературой). «William Tell Told Again» — пересказ известной истории, заказанный издателем, который заранее подготовил гравюры и иллюстрации. В «The Swoop» (фантастической повести, высмеивающей господствовавшие тогда страхи перед возможной интервенцией) Англию захватывают сразу девять вражеских армий, а спасает — юный бойскаут Кларенс Чагуотер.
В 1906 году Сеймур Хикс пригласил Вудхауза на постоянную ставку в театре Олдвич (англ. Aldwych Theatre) для работы над шоу «The Beauty of Bath»: здесь он впервые познакомился с Джеромом Керном. Принято считать, что в эти годы в Лондоне писатель сватался к молодой вдове, Лилиан Армстронг, и получил отказ. Достоверно известно, что он долгие годы переписывался с её дочерью. Некоторые (в юмористическом ключе обыгранные) детали этой истории можно найти в полубиографическом романе «Не Джордж Вашингтон», написанном совместно с Гербертом Уэстбруком и опубликованном в 1907 году.
В 1909 году Вудхаус несколько месяцев провел в Нью-Йорке: их для писателя оказалось достаточно, чтобы узнать всё о тамошних уличных нравах и коррупции — политической и полицейской. Под впечатлением от визита им были написаны два романа, в которых явственно звучит социальная сатира: «Psmith, Journalist» и «A Gentleman of Leisure». Также в 1909 году роман «Любовь на фоне кур» вышел в США, а два года спустя в Нью-Йорке с успехом прошла первая пьеса «A Gentleman of Leisure». Лондонская постановка «Brother Alfred» (1913), однако, провалилась, равно как и мюзикл «Nuts and Wine» (1914), к которому Вудхауз написал либретто.
30 сентября 1914 Вудхаус женился на Этель Ньютон, вдове-англичанке, с которой он познакомился в Нью-Йорке на вечеринке у друзей лишь за полтора месяца до свадьбы. У неё была дочь Леонора, которую писатель удочерил официально и с которой позже очень подружился. Пелам и Этель (несмотря на разницу в характерах: он — тихий, обаятельный и покладистый, она — бойкая и вспыльчивая) прожили счастливо более 60 лет. Жена пережила супруга на 9 лет и умерла в возрасте 99 лет в 1984 году.

### Всемирная известность
Не попав в армию из-за близорукости, Вудхаус большую часть военного времени провел в США, где нашёл для себя новую литературную нишу в престижном журнале Vanity Fair. С ним он активно сотрудничал в течение пяти лет (в основном на поприще театрального критика), используя псевдонимы — J Plum, Pelham Grenville, Melrose Granger, P Brooke-Haven, J Walker Williams, C P West.
Первый всемирный успех Вудхаусу принёс роман (подписанный всеми именами: «Пелам Гренвилл Вудхауз») «Something New» (1915; английский вариант — «Something Fresh»), печатавшийся с продолжением в еженедельнике Saturday Evening Post. Следующие его 27 романов также предварительную публикацию проходили на журнальных страницах. Гонорар Вудхауза за роман-сериал в Saturday Evening Post за 25 лет вырос с 3,5 до 40 тысяч долларов.
В сентябре 1916 года в Нью-Йорке с успехом прошла музыкальная комедия «Miss Springtime», написанная Вудхаузом, Болтоном и Керном. Был момент в 1917 году, когда на Бродвее шли сразу 5 пьес Вудхауза: лишь 75 лет спустя подобного успеха добился другой англичанин, Эндрю Ллойд Уэббер. В 1920-е годы Вудхаус написал тексты для 12 мюзиклов. Среди композиторов, с которыми он сотрудничал, были Джордж Гершвин, Айвор Новелло, Коул Портер, Ирвинг Берлин, Иван Карилл, Эммерих Кальман и Рудольф Фримль.
Большой успех имел в 1917 году и роман «Неудобные деньги». В какой-то мере сюжет произведения (герои которого пытаются откреститься от большого наследства) отразил чувства Вудхауза по отношению к свалившемуся на него богатству.
Дживс (произносящий две фразы) и Берти (ещё без фамилии) впервые появились в 1915 году в рассказе «Extricating Young Gussie», позже включённом в сборник «The Man With Two Left Feet». В 1919 году вышел сборник «My Man Jeeves» с восемью рассказами, в четырёх из которых фигурировали Дживс и Вустер. В течение последующих семи лет вышли ещё три посвящённых им сборника, за которыми последовали романы: «Thank You, Jeeves», «Right Ho, Jeeves» и другие (всего в этой серии их было 11). В 1919 году рассказом «A Woman is Only a Woman» (Saturday Evening Post) открылся цикл о гольфе, со Старейшим членом клуба в роли рассказчика. В 1923 году в «Космополитан» рассказом «Ukridge’s Dog College» была начата «серия с Укриджем».
В 1926 году Вудхауса избрали почётным членом Королевского литературного общества (англ. Royal Society of Literature). К этому времени он уже семь лет жил в Лондоне в роскошном особняке на Уолтон-стрит 16, время от времени пересекая океан, чтобы заняться в США очередной сценической постановкой. Начиная с 1925 года Вудхауз всерьез занялся драматургией: он адаптировал для театральной сцены (время от времени привлекая к сотрудничеству Иэна Хэя и Гая Болтона) не только многие свои работы, но также произведения зарубежных авторов (Молнар, Фодор, Гейер, Гютри и др.). Актриса Джоан Хиксон первую известность получила, сыграв главные роли в четырёх пьесах, поставленных по Вудхаусу (включая «Деву в беде») в 1928—1930 годы. В 1929 году Хилэр Беллок назвал Вудхауза «лучшим писателем из ныне живущих».
В 1930 году Вудхаус подписал свой первый контракт с компанией MGM в Голливуде: сначала переписал диалог «Those Three French Girls», затем переработал мюзикл «Rosalie», в бродвейской постановке которого был до этого занят. Год спустя, в интервью «Лос-Анджелес Таймс» Вудхаус (получавший 2000 долларов в неделю) пожаловался на то, что ему «платят слишком много за то, что он делает слишком мало». В Голливуде это заявление поняли буквально, и контракт с ним не возобновлялся до 1936 года.
В 1934 году, чтобы избежать двойного налогообложения своих литературных произведений в Британии и США, Вудхауз поселился во Франции, в Ле Туке, где безмятежно, увлечённый работой прожил до 1939 года. В этом же году Оксфорд присвоил ему почётную докторскую степень за вклад в английскую литературу. Наконец, в том же 1934 году вышел знаменитый мюзикл «Anything Goes»: музыку к нему и часть текстов написал Кол Портер — по книге Болтона и Вудхауза. Позже, однако, потребовалась переработка сюжета, её осуществили Линдсей и Крауз — их имена с тех пор и остались на обложках. Но Вудхауз активно участвовал в организации лондонской постановки: он же написал и тексты двух самых известных хитов: «You’re the Top» и «Anything Goes».

### 1939—1955
Когда началась война, Вудхаус дописывал роман «Раз — и готово» (англ. Quick Service): он, как и большинство живших здесь иностранцев, не подозревал об опасности и не хотел возвращаться в Англию. Но Франция пала очень быстро, и 21 июля 1940 года Вудхаус оказался в лагере для перемещённых лиц в Верхней Силезии («Если эта Силезия у них „верхняя“, могу себе представить, что представляет собой „нижняя“ из них…» — позже писал он.) Петиция, направленная в Германию американскими читателями Вудхауза, натолкнула германское министерство иностранных дел на мысль: досрочно освободить писателя и с помощью Вернера Плака (давнего приятеля по голливудской работе) уговорить того записать несколько радиопередач для Америки — исключительно ради того, чтобы успокоить волнующихся читателей. Геббельсовское министерство пропаганды перехватило плёнки и ретранслировало передачи на Англию. Несмотря на то, что мало кто услышал нарочито беззаботные рассказы Вудхауса о лагерной жизни, они вызвали политический скандал невероятных пропорций, и Вудхауса обвинили в коллаборационизме. Официально травлей руководил журналист Коннор, который называл Вудхауса «марионеткой Геббельса». Из писателей его главным критиком был А. А. Милн (автор книг о «Винни-Пухе»; позже Вудхауз ответил на это созданием образа Тимоти Боббина, который преуспел в чтении пародий на детские произведения Милна). Напротив, защищали писателя Ивлин Во, Дороти Сэйерс и Джордж Оруэлл. Сам писатель объяснял случившееся собственной политической наивностью. С другой стороны, британская разведка MI5 отмечала крайне правые взгляды писателя и получение им платежей от немецкого представительства во Франции и немецкой компании, занимающейся производством пропаганды.
Освободившись, Вудхаус и Этель ещё два года прожили в Германии; там он написал «Радость поутру» (англ. Joy in the Morning), «Полную луну» (англ. Full Moon) и начал «Деньги в банке» (англ. Money in the Bank). В 1943 году супружеской паре было разрешено вернуться в Париж. В апреле 1947 года они вылетели в США: некоторое время жили в отелях, затем сняли квартиру на Парк-Авеню и наконец в 1952 году приобрели дом в Ремзенбурге, на Баскет-Нек Лейн (неподалёку от дома Гая Болтона), где и прожили все последующие годы в обществе многочисленных животных. Людей Вудхауз чуждался и общался лишь с немногими близкими друзьями.
Выход в 1952 году романа «Pigs Have Wings» («Перелетные свиньи»), считающегося одним из лучших в Блэндингском цикле, стал поворотным пунктом: общественное мнение по обе стороны океана вновь обратилось лицом к Вудхаузу. Хорошо была принята и автобиографическая книга «Performing Flea» («Дрессированная блоха»; так назвал его во время травли драматург Шон О’Кейси).
16 декабря 1955 года Вудхауз принял американское гражданство, ознаменовав это событие заметками «America, I Like You» (в Советском Союзе они были изданы под заголовком «За семьдесят»), в которой с характерной скромностью охарактеризовал свой вклад в историю литературы: «Я занимаюсь тем, что называется легкой (а иногда юмористической) литературой, на которую интеллигенция смотрит с высокомерной усмешкой», — написал он. В числе своих любимых авторов Вудхауз назвал здесь Фрэнка Салливана, А. П. Херберта и Алекса Аткинсона. Однако вспоминал, что в немецкий лагерь для интернированных взял с собой только Шекспира и Теннисона.

### 1955—1975
Летом 1961 года компания Би-би-си передала речь под названием «An Act of Homage and Reparation» Ивлина Во в защиту Вудхауса. Новую волну популярности писателя вызвал выход в мае 1965 года на английские телеэкраны телесериала «The World of Wooster» c Иэном Кармайклом и Деннисом Прайсом в главных ролях. Два года спустя в Англии был снят сериал «Blandings Castle», где снялись сэр Ральф Ричардсон, Мериэл Форбс и Стэнли Холлоуэй. В начале 1970-х годов в гостях у Вудхауза побывали Эндрю Ллойд Уэббер и Алан Эйкборн: все трое обсуждали перспективу создания мюзикла о Дживсе. В 1973 году на BBC Radio развернулся грандиозный проект по драматизации многочисленных рассказов о Дживсе и Вустере под общим названием «What Ho, Jeeves». Серия была завершена в 1980 году, но с тех пор появились и радиопостановки по другим его книгам: «Bring on the Girls», «The Luck of the Bodkins», «Blandings», «Quick Service», «Heavy Weather», «Pigs Have Wings», «Galahad at Blandings», «Uncle Dynamite».
C Вудхауса официально сняли все обвинения в коллаборационизме, а к Новому 1975 году (в компании с Чарли Чаплином) 93-летний писатель стал рыцарем-командором ордена Британской империи (KBE). В интервью BBC Вудхаус сказал, что теперь, когда он стал кавалером рыцарского ордена и представлен в музее восковых фигур мадам Тюссо, у него не осталось в жизни нереализованных амбиций.
В 1975 году, в день Св. Валентина Вудхаус находился в больнице, где работал над своим очередным романом из Блэндингс-серии. Поднявшись с постели, он потерял сознание; врач обнаружил его уже бездыханным. Ричард Асборн завершил роман, руководствуясь заметками, которые оставил покойный. Последняя книга Вудхауза вышла под названием «Sunset at Blandings».

## Персонажи Вудхауса
- Берти Вустер
- Дживс
- Лорд Эмсворт
- Дядя Фред, пятый граф Икенхемский.
- Мистер Маллинер
- Стэнли Укридж
- Руперт Псмит
- Старейший член клуба (цикл произведений о гольфе)

Персонажи Вудхауса (особенно Берти Вустер) были весьма непопулярны у представителей британского истеблишмента. Согласно рассекреченным позже документам, когда Вудхауса в 1967 году рассматривали в качестве кандидата на Companion of Honour, сэр Патрик Дин, посол Великобритании в США, заметил: «Это весьма укрепило бы образ Берти Вустера как воплощение британского характера, вопреки всем нашим попыткам эту ассоциацию искоренить».
Персонажи Вудхауса часто эксцентричны, имеют самые странные пристрастия, например, к свиньям (лорд Эмсуорт), тритонам (Гасси Финк-Ноттл) или носкам (Арчибальд Маллинер). Как правило, они добродушны, но, попадая в трудную ситуацию, крайне ухудшают своё положение любой попыткой её улучшить. Причём в первую очередь аристократы у Вудхауса выглядят и ведут себя наиболее странно: именно их чудаковатые выходки как раз и усложняют сюжет повествования.
Значительную роль в сюжетах Вудхауса играют родственники, особенно тетушки: как правило, они вредят на финансовом фронте, мешают героям устроить личную жизнь и вообще делают все, чтобы испортить им настроение. Друзья также редко приходят на помощь главным героям: их главная функция состоит в том, чтобы вызывать всевозможные осложнения. Часто в произведениях Вудхауса главный герой ставит себя в затруднительное положение как раз затем, чтобы выручить друга.
Полисмены и другие представители власти как правило предстают перед читателем персонажами неприятными, но недалекими — их легко обвести вокруг пальца, иногда всего лишь представившись не своим именем. А вот слуг (в лучших традициях римской комедии) Вудхауз наделяет почти сверхъестественными интеллектуальными способностями. В большинстве случаев они как минимум намного умнее своих хозяев, идеальным примером чему служит Дживс. В том же духе действует и чрезвычайно полезный (хоть и презираемый) Бакстер, секретарь лорда Эмсуорта.
Некоторые персонажи Вудхауса появляются в разных циклах его произведений. К примеру, сэр Родерик Глоссоп, психотерапевт, был в произведениях о Дживсе и Вустере (Берти был помолвлен с его дочерью), а также появляется в одном из рассказов о дяде Фреде.

## Дополнительные факты
- Летом 1936 года в одной из привилегированных английских школ произошел примечательный случай. В класс вбежал учитель словесности Ти Эйч Уайт и сказал: «Умер Честертон. Теперь наш лучший писатель — Вудхаус»[18].
- Именно Вудхаусу приписывается фраза «Элементарно, Ватсон» («Elementary, my dear Watson»), которую никогда не употреблял Артур Конан Дойл и которая позже появилась в фильмах о Шерлоке Холмсе. В данном виде она впервые была использована в романе Вудхауса Psmith Journalist (1915)[19] и употреблялась в ироничном контексте как тонкая насмешка над чужой недалекостью в достаточно простой ситуации.

### Серии
- Дживс и Вустер
- Замок Блэндингс
- Дядя Фред
- Клуб «Трутни»
- Рассказы о гольфе
- Мистер Муллинер
- Псмит
- Школьные истории
- Укридж

### Издание на русском языке
- П. Д. Водхауз Левша на обе ноги: [Рассказы] — Предислов. А. Е.; Пер. с англ. Е. Толкачева ; Под ред. М. Зенкевича; Обложка худож. Р. Усова. — Москва—Ленинград: Земля и фабрика, 1928. — 247 с.; 5000 экз. (Библиотека сатиры и юмора)
- Пелам Гренвилл Вудхаус Так держать, Дживс!: [Рассказы] — М.: АСТ, 2010. — 352 с.; ISBN 978-5-17-064724-8, 978-5-403-03459-3 (Книга на все времена)
- Пелам Гренвилл Вудхаус Левша на обе ноги: [Рассказы] — [пер. с англ. М. Лахути, И. Бернштейн]. — М.: АСТ, 2011. — 317 с.; ISBN 978-5-17-074410-7 (Книга на все времена)
- Пелам Гренвилл Вудхаус Что-нибудь эдакое. Положитесь на Псмита. Замок Бландинг. — Пер. И. Г. Гуровой и Н. Л. Трауберг; Худож. В. А. Воронин. — М.: АСТ, 2022. 608 c.; ISBN 978-5-17-133423-9 (Библиотека классики)
- Пелам Гренвилл Вудхаус Летняя гроза. Задохнуться можно. Дядя Фред посещает свои угодья. Дядя Фред весенней порой. — Пер. Н. Л. Трауберг; Худож. В. А. Воронин. — М.: АСТ, 2022. 608 c.; ISBN 978-5-17-133426-0 (Библиотека классики)

## Цитаты
- В лагере привыкаешь отстаивать свои интересы.

О Вудхаусе
- Ивлин Во: Для Вудхауса не существовало грехопадения человека. <…> Ни один из его героев не пробовал запретного плода. Они все еще живут в Эдеме. Сады Бландингского замка — это тот самый райский сад, из которого нас изгнали. Повар Анатоль готовит амброзию для олимпийских богов. Идиллический мир Вудхауса никогда не устареет. Он будет освобождать всё новые и новые поколения из плена, возможно даже худшего, чем наш. Вудхаус создал для нас целый мир, где можно жить и радоваться.